# Institutet för kvalitetsindikatorer
Institutet för kvalitetsindikatorer (Indikator), grundat 2001, är ett svenskt företag som genomför bland annat enkätundersökningar, inriktat mot att utvärdera kvaliteten inom hälso- och sjukvården och omsorgsverksamheterna.
På uppdrag av Sveriges Kommuner och Landsting (SKL) genomför företaget Vårdbarometern i alla Sveriges landsting, kommuner och regioner, med undantag för Gotlands kommun. Undersökningen genomförs två gånger varje år och omfattar ungefär 0,5 procent av den vuxna befolkningen. Företaget genomför även enkäten Nationell Patientenkät som är en nationell patientenkät som undersöker den patientupplevda kvaliteten inom vården.
Företaget har sitt huvudkontor i Mölndal och leds av Lars Fallberg.